# Richard Powell
Pour les articles homonymes, voir Richard Powell (homonymie) et Powell.
Richard Pitts Powell, né le 29 novembre 1908 à Philadelphie (Pennsylvanie) et mort le 8 décembre 1999 à Fort Myers (Floride), est un écrivain américain, auteur de roman policier.

## Biographie
Après l'obtention d'un diplôme de l'université de Princeton en 1930, il devient reporter pour le Evening Ledger de Philadelphie jusqu'en 1940. Il travaille ensuite, pendant deux ans, dans une agence de publicité. Pendant la Seconde Guerre mondiale, il sert comme lieutenant-colonel dans l'état-major du général MacArthur dans la guerre du Pacifique.
Auteur de nombreuses nouvelles avant la guerre, il publie en 1943 son premier roman, Don't Catch Me dans lequel il crée les personnages de Andy Blake, lieutenant au Pentagone et sa femme Arab. Quatre autres romans complètent cette série dont un seul, All Over but the Shooting, a été traduit en français sous le titre Ma femme est une espionne. Son second roman policier traduit en français est La chasse est ouverte (Say It with Bullets).
À partir de 1958, Richard Powell abandonne la littérature policière et se consacre à l’écriture de romans tels que L'Homme de Philadelphie (The Philadelphian), un best-seller adapté au cinéma en 1959 par Vincent Sherman, sous le titre Ce monde à part (The Young Philadelphians), avec Paul Newman, Barbara Rush, Brian Keith et Robert Vaughn.

## Œuvre

### Romans

#### SérieAndy et Arab Blake
- Don’t Catch Me, 1943
- All Over but the Shooting, 1944 Ma femme est une espionne, annoncé par Nicholson et Watson, Londres, dans la coll. « La Tour de Londres » no 57, 1950, jamais paru.
- Lay That Pistol Down, 1945
- Shoot If You Must, 1946
- And Hope to Die, 1947

#### Autres romans policiers
- Shark River, 1949
- Shell Game, 1950
- Leave Murder to Me, 1952
- Say It with Bullets, 1953 La chasse est ouverte, traduit par Georges Lacombe, Paris, Gallimard, coll. « Série noire » no 239, 1955
- False Colors, 1955

#### Autres romans
- The Build Up Boys, 1951 (publié sous le pseudonyme Jeremy Kirk)
- The Philadelphians, 1956 L'Homme de Philadelphie, traduit par J. Letonturier, Paris, Del Duca, 1958
- Pioneer Go Home!, 1959
- Take this Land, 1962 Le Grand Cyprès, traduit par Gilberte Sollacaro, Paris, Éditions de la Table ronde, 1964
- Don Quixote USA, 1967 Don Quichotte américain, traduit par Gilberte Sollacaro, Paris, Éditions de la Table ronde, 1967

### Nouvelles

#### Nouvelle policière
- The First Fourth, 1939

#### Autres nouvelles
- Rocking-Chair Years, 1936
- The Car Named George, 1936
- Straight Shooter, 1937
- Pilots Don't Cry, 1939
- Barracuda, 1947
- A Shot in the Dark, 1951
- The Soldier, 1960

## Adaptations cinématographiques
- 1959 : Ce monde à part (The Young Philadelphians), film américain réalisé par Vincent Sherman, adaptation du roman L'Homme de Philadelphie (The Philadelphians), avec Paul Newman
- 1961 : Madison Avenue (film) (en), film américain réalisé par H. Bruce Humberstone, adaptation du roman The Build Up Boys, avec Dana Andrews
- 1962 : Le Shérif de ces dames (Follow That Dream), film américain réalisé par Gordon Douglas, adaptation du roman Pioneer, Go Home!, avec Elvis Presley

- En 1971, Bananas, un film américain réalisé par Woody Allen, tire certains éléments de son scénario du roman Don Quichotte américain (Don Quixote, U.S.A.)

## Sources
- Claude Mesplède (dir.), Dictionnaire des littératures policières, vol. 2 : J - Z, Nantes, Joseph K, coll. « Temps noir », 2007, 1086 p. (ISBN 978-2-910-68645-1, OCLC 315873361).
- Claude Mesplède, Les années "Série noire" : bibliographie critique d'une collection policière, vol. 1 : 1945-1959, Amiens, Editions Encrage, coll. « Travaux » (no 13), 1992 (ISBN 978-2-906-38934-2).